# Santa Cruz de Paniagua
Santa Cruz de Paniagua es un municipio español, en la provincia de Cáceres, comunidad autónoma de Extremadura. Pertenece a la mancomunidad de Trasierra-Tierras de Granadilla.
Tiene un área de 83,31 km² con una población de 286 habitantes (INE 2024) y una densidad de 3,43 hab/km².

## Geografía física

### Localización
El término municipal de Santa Cruz de Paniagua limita con:
- Pinofranqueado al norte.
- Casar de Palomero al noreste.
- Palomero y Cerezo al este.
- Santibáñez el Bajo al sureste.
- Aceituna al sur.
- Pozuelo de Zarzón al suroeste.
- Villanueva de la Sierra al oeste.
- Torrecilla de los Ángeles al noroeste.

### Orografía
El término está bordeado en su parte noroeste por las sierras del Gorrero y los Ángeles, donde comienzan las estribaciones de la sierra de Gata; tiene una altitud media de unos 450 metros y su punto más elevado es El Castillejo, a 673 m.

### Hidrografía
La Rivera del Bronco, afluente del río Alagón es su río más importante. Otro arroyo de menor importancia es el Arroyo de Santa Cruz.

### Clima
En su climatología destaca la moderación térmica en el verano con relativa abundancia de precipitaciones en invierno y primavera, que permite a su rivera mantener algo de agua en dicha época estival.

## Naturaleza
Su variada flora es la propia del bosque mediterráneo: predominan encinas, alcornoques, jaras, brezos, pinos, etc., y su fauna es la característica de la región.

## Historia
En el municipio vivió San Pedro de Alcántara durante dos años.
A la caída del Antiguo Régimen la localidad se constituye en municipio constitucional en la región de Extremadura, partido judicial de Granadilla que en el censo de 1842 contaba con 80 hogares y 438 vecinos.
A finales del siglo XIX crece el término del municipio porque incorpora a El Bronco.

## Demografía
Santa Cruz de Paniagua cuenta con una población de 286 habitantes (INE 2024).
| Gráfica de evolución demográfica de Santa Cruz de Paniagua entre 1842 y 2021 |
| |
| Población de derecho según los censos de población del INE Población de hecho según los censos de población del INEEntre el censo de 1887 y el anterior, crece el término del municipio porque incorpora a El Bronco. |

Según el nomenclátor, en el término municipal de Santa Cruz de Paniagua hay dos núcleos de población reconocidos como tal: Santa Cruz de Paniagua y El Bronco, estando la población del municipio distribuida de la siguiente forma:
| Localidad                            | 2002 | 2005 | 2008 | 2011 | 2014 |
| ------------------------------------ | ---- | ---- | ---- | ---- | ---- |
| Santa Cruz de Paniagua (villa)       | 356  | 327  | 289  | 260  | 296  |
| Santa Cruz de Paniagua (diseminados) | 2    | 1    | 3    | 3    | 4    |
| El Bronco                            | 59   | 50   | 39   | 37   | 41   |
| Total                                | 417  | 378  | 331  | 300  | 341  |

Santa Cruz de Paniagua cuenta en 2014 con una pirámide de población envejecida. De los 341 habitantes del municipio, 234 son mayores de 45 años y solamente hay cinco habitantes menores de 10 años.

## Economía
El principal cultivo es el olivo, unas 360 ha, del cual deriva un aceite de exquisita calidad (está incluido en la denominación de origen Gata-Hurdes), si bien, las aceitunas suelen ser recogidas de verdeo por ser más rentable. También destaca el viñedo (unas 38 ha), que produce un excelente vino de características similares al de Cilleros y sierra de Gata, de bien ganada fama.
Su regadío, a pesar de contar con abundante agua, es escaso, lo constituyen pequeños huertos para consumo familiar, en terrenos de calidad que producen sabrosas hortalizas, leguminosas, etc., y es apropiado para la mayoría de frutales.
Con unas 500 ha. de pastos comunales, en su cabaña ganadera predomina el ovino, seguido del vacuno y cerdos, quedando pocas cabezas de cabrío, antes abundantes en la población.
No existen industrias, por lo cual se puede decir que la población es exclusivamente agrícola y ganadera.

## Patrimonio

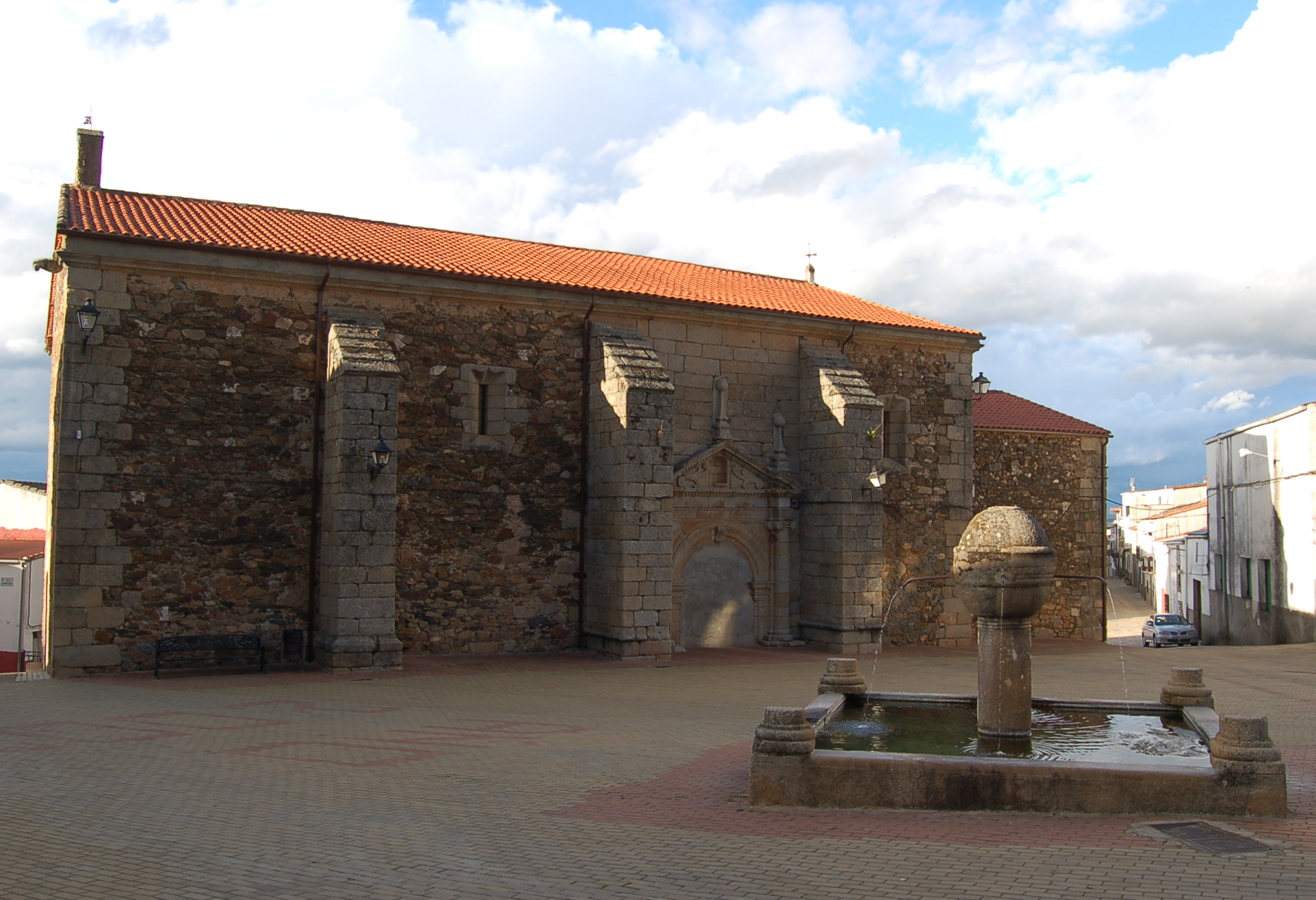
Iglesia parroquial

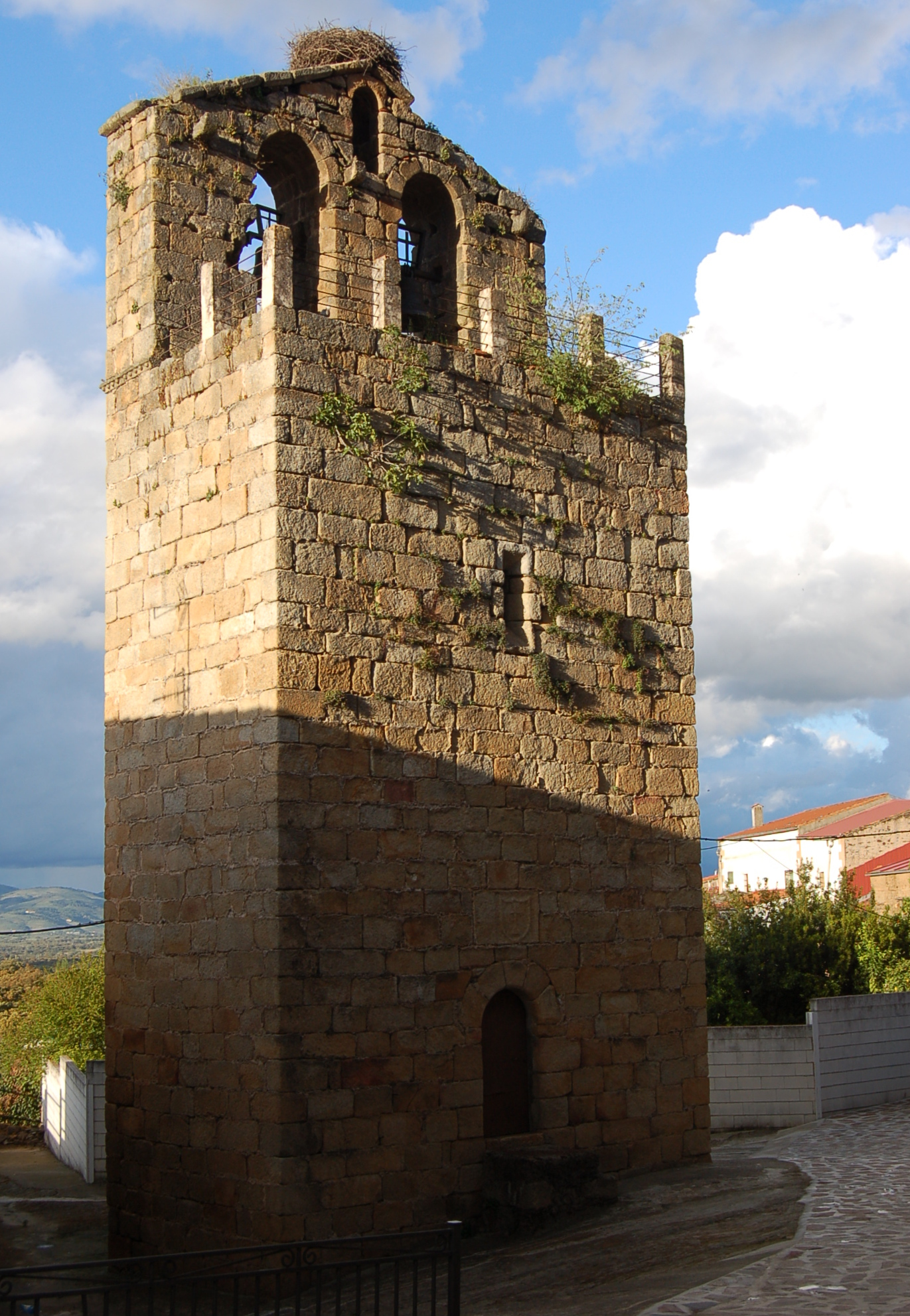
Campanario

Sus monumentos religiosos más importantes son:
- Iglesia parroquial católica del Salvador, del siglo XVI, en la plaza de España de Santa Cruz. Es una construcción a base de mampuesto con refuerzo de sillares, cuya torre está separada del resto de la iglesia.
- Ermita de Dios Padre, una pequeña construcción popular de mampostería del siglo XVI.
- Ermita del Cristo, en desuso, es un pequeño edificio de cantería, con planta cuadrada y bóveda de crucería.
- Iglesia de Santa María Magdalena, del siglo XVII y reformada en el siglo XIX, en El Bronco. Tiene una única nave cubierta con viguería de madera.

## Cultura

### Festividades
Las fiestas más importantes son:
- San Roque, 16 de agosto, son las fiestas mayores con motivo de su patrón.
- San Pedro de Alcántara, el 19 de octubre, en honor a este hijo predilecto del municipio por los años que convivió en el pueblo.
- San Blas, 3 de febrero en El Bronco.
- La Magdalena, 22 de julio en El Bronco.

### Tradiciones
Durante las fiestas es tradición que la procesión por las calles del pueblo, sea acompañada con los acordes de la música legendaria del "tamborilero", quien con singular maestría con la mano izquierda manejaba la flauta y con la derecha el tambor que colgaba del cuello. Este acompañamiento musical tiende a perderse con la desaparición de estos populares "tamborileros", que tanto arraigo tenían en la parte norte de la provincia.
También es costumbre "echar la bandera" en honor de Santa María Magdalena en El Bronco.
Las Bodas eran celebradas hasta bien entrados los años 1960 con gran intensidad, su duración no era menor a dos días recorriendo los novios e invitados las calles con música tradicional de flauta, tamboril y acordeonista, principalmente las piezas tocadas eran jotas norteñas.
Menú típico de una boda popular el día del casorio:
1. DESAYUNO 11h. Jamón frito, dulces de buñuelo, bizcochos, de bebida vino
2. COMIDA 16h. Cordero guisado, caldereta de cabrito, zorongollo, peces en escabeche, dulces, bizcochon.
3. CENA 23h. Se repiten los platos de la comida pero más escasos.

En las vísperas se cenaba judías blancas, y buñuelos con miel.
El día después del casorio se desayunaba con los invitados, después de la música se celebraba otra gran comida, acabado el baile se realizaba la última cena con los invitados que daría punto final a la boda cebollera.
Todos las comidas con música recorriendo las calles del pueblo.